# Reith (Gemeinde Fischbach, Rotte)
Reith ist ein Ortsteil der Gemeinde Fischbach im Bezirk Weiz in der Steiermark.
Reith liegt südlich von Fischbach und östlich der aus Fischbach kommenden Landesstraße L114, die nach Birkfeld führt. Reith ist in der Vorrangzonenkarte des Landes Steiermark als bevorrangte Zone für Bebauung ausgewiesen.
Nördlich von Fischbach, auf dem Gebiet der Katastralgemeinde Falkenstein, aber immer noch im selben Gemeindegebiet befindet sich eine Streusiedlung die ebenfalls Reith genannt wird.